# Lazyboy TV
Lazyboy TV är ett musikalbum från 2004 av Lazyboy. Den består till största delen av låtar med spoken word-framföranden över en pop/hiphopbakgrund. Singeln Underwear Goes Inside the Pants fick framgångar i Europa och Australien och var den mest sålda låten på Itunes, men den efterföljande singeln Inhale Positivity och albumet sålde inte lika bra.

## Låtförteckning
1. Are You Qualified? (3.26)
2. Facts of Life (3.57)
3. Inhale Positivity (3.16)
4. Desiderata (3.39)
5. I Love N.Y. (3.39)
6. The Manual (Chapter 4) (3.36)
7. Underwear Goes Inside the Pants (4.54)
8. Man Woman (Yin & Yang) (3.54)
9. This is the Truth (4.01)
10. We Only Read the Headlines (3.41)
11. It’s All About Love (4.00)
12. DVD Players (dolt spår; 1.11)